# McDonnell F3H Demon
McDonnell F3H Demon – odrzutowy samolot myśliwski zaprojektowany na potrzeby Marynarki Wojennej Stanów Zjednoczonych. 
W maju 1948 roku US Navy opublikowała wymagania taktyczno-techniczne dla dziennego pokładowego samolotu myśliwskiego, który miałby takie same lub lepsze osiągi, jak ówczesne myśliwce US Air Force. Miał być napędzany silnikiem turboodrzutowym Westinghouse J40 o ciągu 49 kN (trzy razy więcej niż silników w myśliwcu F2H Banshee) i mieć płaty o skosie 45 stopni. Swój pierwszy projekt myśliwca o skośnych skrzydłach przedstawiła między innymi firma McDonnell, która w styczniu 1949 roku otrzymała zamówienie na zbudowanie prototypu oznaczonego XF3-H1.
Prototyp pierwszy lot wykonał 7 sierpnia 1951 roku. Parametry zastosowanego silnika okazały się wielkim rozczarowaniem – dawał on tylko połowę z zakładanej mocy. Dodatkowo wyszły na jaw problemy techniczne. Z trzydziestu pięciu F3H-1N z silnikami J40, osiem uległo poważnym wypadkom. Po tych zdarzeniach samoloty wyposażone w ten silnik zostały uziemione i rozpoczęto poszukiwanie nowego napędu. 
Na następcę wybrano silnik Allison J71. Samoloty z tym silnikiem oznaczono jako F3H-2N. Użycie tego silnika wymusiło przeprojektowanie samolotu – powiększono skrzydła i powiększono kadłub. Pierwszy lot Demona z nowym silnikiem nastąpił w październiku 1954 roku. W czasie korzystania z nowych silników wyszły na jaw jego niedoskonałości. Po pierwsze dało się zauważyć małą moc, niewystarczającą do napędzania samolotu tej wielkości. Dodatkową bolączką były częste spadki mocy i pompaże silnika. Kolejnym istotnym problemem była niezawodność systemu katapulty: wersję początkową uznano za dość zawodną i ostatecznie zdecydowano się na wybór foteli katapultowych firmy Martin-Baker. Fotele tej firmy stały się standardem marynarki z powodu ich wysokiej niezawodności na małej wysokości i przy małej prędkości.
Pomimo tych problemów lotnictwo U.S.Navy zdecydowało się zamówić 239 samolotów w wersji F3H-2. Demon był drugim w służbie marynarki myśliwcem, którego można było użyć w każdych warunkach pogodowych (pierwszym był F2H-4 Banshee z zabudowanym radarem AN/APG-51). F3H-2 wyposażono w ulepszoną wersję radaru (AN/APG-51A), następnie dwukrotnie ulepszaną. W sumie zbudowano 519 tych maszyn.
F3H-2 Demon pozostał głównym myśliwcem marynarki do roku 1962, kiedy został zastąpiony przez samolot F-4 Phantom II. Pomimo że zaprojektowany w czasie wojny koreańskiej, samolot ten nigdy nie brał udziału w walce.